# Listă de pictori brazilieni
Aceasta este o listă de pictori brazilieni.

## A–M
- Georgina de Albuquerque
- Lucílio de Albuquerque
- José Ferraz de Almeida Júnior
- Tarsila do Amaral
- Pedro Américo
- Rodolfo Amoedo
- Constantine Andreou
- Felix Bernardelli
- Romero Britto
- João Câmara
- Lygia Clark
- Fernando Da Silva
- Emiliano Di Cavalcanti
- Augustus Earle
- Sérgio Ferro
- Rubens Gerchman
- Clóvis Graciano
- Grupo Santa Helena (colectiv)
- Fábio Innecco
- Aldo Locatelli
- Juarez Machado
- Solange Magalhaes
- Anita Malfatti
- Ferreira Louis Marius
- Aldemir Martins
- Manuel Martins
- Victor Meirelles
- Sérgio Milliet

- Monica Manfroi

## N–Z
- Naza
- Constancia Nery
- Ismael Nery
- Nicson
- Hélio Oiticica
- José Pancetti
- Karl Ernest Papf
- Antônio Parreiras
- Fulvio Pennacchi
- Lucas Pennacchi
- Candido Portinari
- Manuel de Araújo Porto-Alegre
- Francisco Rebolo
- Vicente do Rego Monteiro
- Alfredo Rizzotti
- Humberto Rosa
- Lasar Segall
- Sidnei Tendler
- Rubem Valentim
- Alfredo Volpi
- Eliseu Visconti
- Mario Zanini